# Abgasmassenstrom
Der Abgasmassenstrom {\displaystyle {\dot {m}}} ist die in einer Zeitspanne {\displaystyle \Delta t} abzuführende oder abgeführte Masse {\displaystyle \Delta m} der Abgase eines Verbrennungsmotors oder einer Feuerungsanlage in Bezug auf diese Zeitspanne. Er wird in kg/h oder g/s angegeben:
{\displaystyle {\dot {m}}={\frac {\Delta m}{\Delta t}}=\rho \cdot C\cdot A=\rho \cdot {\dot {V}}}
(mit {\displaystyle {\dot {m}}}: Massenstrom (auch μ), {\displaystyle \rho }: Dichte des Mediums, {\displaystyle C}: mittlere Strömungsgeschwindigkeit, {\displaystyle A}: Querschnittsfläche, {\displaystyle {\dot {V}}}: Volumenstrom).
Abgase bestehen aus den Verbrennungsprodukten zuzüglich der Inertgase aus der Verbrennungsluft, wie Stickstoff, Argon und Wasserdampf. Wenn die Verbrennung wie z. B. beim Dieselmotor oder einer Feuerung mit Luftüberschuss „gefahren“ wird, kommt noch der überschüssige Sauerstoffanteil hinzu. Je nach Brennstoffart ist die Zusammensetzung der Abgase unterschiedlich. Bei der Verbrennung von Kohlenwasserstoffen wie Benzin, Diesel oder Erdgas sind als Hauptbestandteile des Abgases neben dem Stickstoff Kohlenstoffdioxid, Wasserdampf, Kohlenstoffmonoxid, unverbrannter Kohlenstoff als Ruß, Stickoxide und Aerosole aus unverbranntem Kraftstoff und Ölnebeln der Motorschmierung enthalten. Anhand einer Verbrennungsrechnung kann das Abgasvolumen und die Masse der Abgase bestimmt werden.

## Verbrennungsrechnung, Abgaszusammensetzung und Abgasmassenstrom
Verbrennungsrechnungen mit den entsprechenden Abgaszusammensetzungen sind mit einem Rechenalgorithmus nach Werner Boie für den Anwendungsbereich Wärmetechnik besonders effizient möglich.